# 神山卓三
神山 卓三（かみやま たくぞう、1931年11月22日 - 2004年3月15日）は、日本の声優、俳優。所属事務所は東京俳優生活協同組合であった。

## 来歴
東京府東京市出身（現：東京都）。舞台芸術学院本科5期卒業。
舞芸座、劇団仲間、劇団新演を経て、1960年から東京俳優生活協同組合に所属していた。
昭和 - 平成初期を中心に活躍。コメディリリーフを得意としていた。役柄としては中年男性や老人役、また人間以外の役を多く演じていた。特撮作品ではコミカルな怪人や軽妙な悪役を演じる機会が多かった。
俳優としては『雑居時代』、『噂の刑事トミーとマツ』南田刑事、『草燃える』などに出演。
2004年3月15日午後11時51分、敗血症のため埼玉県新座市の病院で死去。72歳没（享年73）。

## 人物
声種はハイバリトン。
趣味はスキューバダイビング。

## 後任
神山の死後、持ち役を引き継いだ声優は以下の通り。
| 後任     | 役名       | 概要作品                     | 後任の初担当作品             |
| -------- | ---------- | ---------------------------- | ---------------------------- |
| 緒方賢一 | オオカミ男 | 『怪物くん（テレビ朝日版）』 | 『CR怪物くん』               |
| 茶風林   | ダヨーン   | 『おそ松くん（第2作）』      | 『CRおそ松くん』             |
| 高塚正也 | ダヨーン   | 『おそ松くん（第2作）』      | 『おそ松くん』（パチスロ版） |
| 田中英樹 | オーティス | 『スーパーマン』             | WOWOW版追加収録              |
| 上田燿司 | ケンケン   | 『チキチキマシン猛レース』   | 『チキチキマシン猛レース!』  |
| 上田燿司 | モンスター | 『チキチキマシン猛レース』   | 『チキチキマシン猛レース!』  |

## 出演（俳優）

### テレビドラマ
- 第7の男 第3話「恋と紙幣と銃弾と」（1964年、フジテレビ）
- 甲州遊侠伝 俺はども安 第10話（1965年、フジテレビ）
- アスファルトジャングル（1965年、TBS）
- ウルトラQ 第15話「カネゴンの繭」（1966年、TBS） - 警察官
- 大河ドラマ
  - 勝海舟（1974年） - 弥ん八
  - 草燃える（1979年） - 左源太
  - 徳川家康（1983年） - 松平親俊
  - 山河燃ゆ（1984年） - 塚田攻
  - 春の波涛（1985年） - 客
- 天下御免（1971年）
- 熱血猿飛佐助 第25話「春を渡る馬子唄」（1972年3月26日） - 寅吉
- 雑居時代 第22話「興奮しちゃった!」（1973年） - 汐崎監督
- 水もれ甲介（1974年） - 住宅会社社長
- おんな浮世絵・紅之介参る! 第3話「長屋に燃える人情」（1974年） - 珍念
- 傷だらけの天使 第12話「非情の街に狼の歌を」（1974年） - タクシー運転手
- アドベンチャーコメディ 夏の家族 第2話「パイポの突撃!?」（1974年、フジテレビ）
- 太陽にほえろ!（NTV）
  - 第164話「バラの好きな君へ」（1975年） - 矢追町派出所巡査
  - 第226話「天国からの手紙」（1976年） - 光百貨店納品所主任
  - 第282話「婚約指輪」（1977年） - 派出所の巡査
  - 第304話「バスジャックの日」（1978年） - 矢追町派出所巡査
  - 第613話「ヘッドハンター」（1984年） - 自動車修理工場工員
  - 第627話「感謝状」（1984年） - 鈴木清美の親族
  - 第653話「一枚のシール」（1985年） - タクシー運転手
  - 第705話「一億五千万円」（1986年）
- 駆けろ!八百八町 第6話「遠眼鏡に殺しを見た」（1977年）
- 噂の刑事トミーとマツ（1979年 - 1982年） - 南田刑事
- 大江戸捜査網 第489話「女を狩る通り魔 陶酔の宴」（1981年）
- 秘密のデカちゃん （1981年） - 八百徳（八百屋）主人
  - 第10話「キャッ!秘密の写真で留置場だァ」
  - 第25話「署長マッサオ、秘密がピンチ」
- 昭和四十六年 大久保清の犯罪（1983年8月29日、TBS）
- 松本清張の突風（1983年、TBS系）
- おしん 第114話（1983年） - 近所の住民
- あんちゃん 第13話「銀行強盗がやって来たア」（1983年） - 助役
- 事件記者チャボ! 第11話「チャボ、危機一パツ!」（1984年） - 木山
- 時代劇スペシャル「燃えて、散る 炎の剣士沖田総司」（1984年4月2日）
- 不良少女とよばれて 第17話「デッド・ヒート」（1984年） - 酒屋主人・丸林
- ザ・サスペンス 戦後最大の殺人鬼・勝田清孝に間違えられた男（1984年9月29日）
- 3年B組金八先生スペシャルIII（1984年10月4日、TBS） - スーパーヨシダの社長
- スケバン刑事II 少女鉄仮面伝説 第3話「参上! ビー玉のお京」（1985年、フジテレビ）
- 特捜最前線 第447話「約束・消えた女囚!」（1986年）
- 痛快!婦警候補生やるっきゃないモン! 第1話「婦警、愛と青春の旅立ち…かな」（1987年、テレビ朝日）
- ママはアイドル! 第10話「おかあさん引退しないで! 涙のさよならコンサート」（1987年） - 本屋店主
- 火曜サスペンス劇場 小京都ミステリー 第2作「飛騨高山連続殺」（1990年7月10日）
- 木曜劇場 愛という名のもとに（1992年、フジテレビ） - 倉田光司

### 映画
- 赤い犯行（1964年） - 水島勉

## 出演（声優）
太字はメインキャラクター。

### テレビアニメ
1963年
- 狼少年ケン（1963年 - 1965年、ゴリラ）

1965年
- 宇宙パトロールホッパ（ヒューラー総統）
- ハッスルパンチ（ヌー）

1966年
- おそ松くん（第1作）（デカパン〈初代〉、ダヨーン〈初代〉）

1967年
- 悟空の大冒険
- スカイヤーズ5（S4号 サムソン）
- ドンキッコ
- 魔法使いサリー（泥棒B）

1968年
- 怪物くん（TBS版）（ネムール）
- 巨人の星（1968年 - 1971年）
- サイボーグ009
- 佐武と市捕物控
- ファイトだ!!ピュー太（ろくさん）
- マッハGoGoGo

1969年
- 海底少年マリン（ブルトン、ゲッツ）
- そばかすプッチー（ナレーション）
- ドカチン（トトト）
- もーれつア太郎（1969年 - 1970年、神様）

1971年
- アニマル1
- アニメンタリー 決断

1972年
- 赤胴鈴之助
- 樫の木モック（その父、先生）
- ゲゲゲの鬼太郎（第2作）（死神）
- デビルマン（1972年 - 1973年、ベトラ、ドド、マグドラー）
- ムーミン（ひこう鬼〈2代目〉）

1973年
- けろっこデメタン
- ど根性ガエル
- ドロロンえん魔くん（1973年 - 1974年、ダラキュラ）
- 冒険コロボックル
- ミクロイドS（ブヨヨ）

1974年
- 科学忍者隊ガッチャマン（パトロール隊長、コミーベ博士）
- ジムボタン
- てんとう虫の歌（園長）

1975年
- 元祖天才バカボン
- タイムボカン（ボスロボ）
- フランダースの犬（郵便屋）
- みつばちマーヤの冒険（ウェルナー）

1976年
- 母をたずねて三千里（レオナルド）
- ポールのミラクル大作戦（象ガイコツ、ロバ、仙人）

1977年
- あしたへアタック!
- あらいぐまラスカル
- 新・巨人の星（1977年 - 1978年、楠木）
- ヤッターマン（スーミンのパパ）

1978年
- ペリーヌ物語（神父 他）
- 星の王子さま プチ・プランス（ロバート）
- 未来少年コナン（ドンゴロス）
- 野球狂の詩（1978年 - 1979年、尻間）
- ルパン三世 (TV第2シリーズ)（1978年 - 1980年）
- 若草のシャルロット（マテオ）

1979年
- 銀河鉄道999（世井正雪）
- シートン動物記 りすのバナー（クリゲ）
- ドカベン（村雨、渚の父）
- トンデモネズミ大活躍（父カエル）
- 花の子ルンルン（ヌーボ）
- 未来ロボ ダルタニアス（校長）

1980年
- 怪物くん（テレビ朝日版）（1980年 - 1982年、オオカミ男）
- こぐまのミーシャ（ゴリの父）
- 鉄腕アトム (アニメ第2作)（フーラー博士）
- ニルスのふしぎな旅（フクロウ、アサトール）
- 坊つちやん（狸）

1981年
- うる星やつら
- 名犬ジョリィ（デカポリ）

1983年
- 亜空大作戦スラングル（ドクターイノノ）
- タイムスリップ10000年プライム・ローズ（エミヤの父）
- まんが日本史（真田幸村、加藤忠広、田沼意次）
- フクちゃん

1984年
- イーグルサム（アルバトロス署長〈2代目〉）
- オヨネコぶーにゃん（レモンティー）
- 大自然の魔獣バギ（役人A）

1985年
- 小公女セーラ（洋服屋の主人）
- ルパン三世 PARTIII

1986年
- あんみつ姫（あわの団子の守）
- 宇宙船サジタリウス（ナルガン王、デリア）
- オズの魔法使い（木こり）
- サンゴ礁伝説 青い海のエルフィ（ビアス）
- 青春アニメ全集（校長〈狸〉、小林刑事）

1987年
- エスパー魔美（大寺主為三、社長、横沢）
- グリム名作劇場（1987年 - 1988年、王様）
- シティーハンター（黒川監督）
- 新メイプルタウン物語 パームタウン編（メール・ヘンチック）

1988年
- おそ松くん（第2作）（1988年 - 1989年、ダヨーン、ケムンパス、おでん屋のおやじ、ニセ札犯）
- 新グリム名作劇場（1988年 - 1989年、地主、王様）
- ミスター味っ子（関平助）

1989年
- 美味しんぼ（松）
- らんま1/2 熱闘編（道場破り）

1990年
- 昆虫物語 みなしごハッチ（長老アリ）
- 平成天才バカボン（黙秘の男、気弱な病人）
- もーれつア太郎（1990年版）（持田）

1991年
- OH!MYコンブ（チャイ・ナルト）
- おばけのホーリー（ヘンナモノスキー）
- 楽しいムーミン一家 冒険日記（警視総監）
- トラップ一家物語（コック）
- バカボンおそ松のカレーをたずねて三千里（インドくん）

1992年
- サラダ十勇士トマトマン（オメロン王）
- 花の魔法使いマリーベル（1992年 - 1993年、めぐりあいの木、シェルボー）

1993年
- クッキングパパ（篠田教授）

1998年
- まもって守護月天!（ピーター船長）

### 劇場アニメ
1965年
- 狼少年ケン わんぱく作戦（ゴリラ）
- 狼少年ケン 誇りたかきゴリラ（ゴリラ）

1971年
- どうぶつ宝島（カンカン）

1976年
- 長靴をはいた猫 80日間世界一周（カーター）

1979年
- 未来少年コナン（ドンゴロス）

1981年
- 怪物くん 怪物ランドへの招待（オオカミ男）

1982年
- 怪物くん デーモンの剣（オオカミ男）

1985年
- キャプテン翼 危うし! 全日本Jr.（アウトマイヤー）

1986年
- 天空の城ラピュタ（シャルル）
- メイプルタウン物語（気球のおじさん）

1989年
- おそ松くん スイカの星からこんにちはザンス!（ダヨーン）

1994年
- ドラえもん のび太と夢幻三剣士（熊）
- 三国志 完結編 遙なる大地（周倉）

### OVA
- 酎ハイれもんLOVE30S 雨にぬれても（1985年）
- エリア88（1986年、グレッグ）
- 沙羅曼蛇（1988年、大臣B、司令）
- おそ松くん イヤミはひとり風の中（1990年、ダヨーン）
- 機動警察パトレイバー（1990年、クマ五郎）
- 英雄凱伝モザイカ（1991年、モルカ）
- リカちゃん ふしぎな魔法のリング（1991年、シ）
- 銀河英雄伝説外伝 汚名（1998年、ホフマン警視）

### ゲーム
- シャーロック・ホームズの探偵講座（1991年、シンウェル・ポーキー 他）
- 未来少年コナン（1992年、ドンゴロス）※PCエンジン版
- シャーロック・ホームズの探偵講座II（1993年、シンウェル・ポーキー 他）
- チキチキマシン猛レース ケンケンとブラック魔王のイジワル大作戦（1994年、ケンケン、モンスター）
- チキチキマシン猛レース（2001年、ケンケン、モンスター）※PS版

### 吹き替え

#### 担当俳優
ネッド・ビーティ
- 原子力潜水艦浮上せず（ミッキー）
- スーパーマン（オーティス）※テレビ朝日旧録版
- スーパーマンII（オーティス）※テレビ朝日旧録版
- 大陸横断超特急（ボブ・スウィート）※日本テレビ版
- ラスト・アメリカン・ヒーロー（ハッケル）

#### 映画（吹き替え）
- 愛に翼を（クロース牧師）
- 赤い殺意（トミー・ホーキンス）
- アガサ 愛の失踪事件（ジョン・フォスター〈ポール・ブルック〉）
- 荒鷲の要塞 ※日本テレビ旧録版
- アリスのレストラン（オービー警部〈ウィリアム・オブライエン〉）
- インディ・ジョーンズ/魔宮の伝説 ※ソフト版
- 裏窓の眼
- SF巨大生物の島（ペンクロフト軍曹〈パーシー・ハーバート〉）※日本テレビ版
- 大いなる西部（ラモン・ギテーラス〈アルフォンソ・ベドヤ〉）※テレビ朝日新録版
- おかしなおかしなおかしな世界（レニー・パイク〈ジョナサン・ウィンタース〉）
- 男たちの挽歌 II ※TBS版
- カサブランカ（カール〈S・K・サコール〉）※テレビ朝日版
- カットスロート・アイランド（ジョン・リード〈モーリー・チェイキン〉）※ソフト版
- ガバリン（ハロルド・ゴートン〈ジョージ・ウェント〉）
- 奇跡の旅（シャドー〈ドン・アメチー〉）
- 奇跡の旅2/サンフランシスコの大冒険（シャドー〈ラルフ・ウェイト〉）
- キャノンボール2（ドン・ドン・カネローニ〈チャールズ・ネルソン・ライリー〉）
- 吸血鬼ドラキュラの花嫁（宿屋の亭主）
- 恐怖の人食い魚群（オリー〈ロイ・ブロックスミス〉）
- 恐怖の報酬（ルイージ〈フォルコ・ルリ〉）※NET版
- クエスト（ハリー・スミス〈ジャック・マクギー〉）
- グレートスタントマン（カリー）※テレビ朝日版
- 黒い絨毯（クライスラー〈ウィリアム・コンラッド〉）※テレビ東京版
- 黒いチューリップ（殿下〈ロベール・マニュエル〉）※TBS版
- ケープタウン（ムケルジー〈サイード・ジャフリー〉）
- ケンタッキー魂（ウィリー・ペイン〈オリヴァー・ハーディ〉）
- コレヒドール戦記（スラッグ・マハーン〈マレー・アルパー〉）※東京12チャンネル新録版
- 殺人者はライフルを持っている!（マーシャル・スミス〈モンティ・ランディス〉）
- サテリコン（ヴェルナッキオ〈ファンフッラ〉）
- ザ・リバー（上院議員〈ドン・フッド〉）
- 三銃士（プランシェ〈ロイ・キニア〉）
- 地獄のヒーロー（ジャック・タッカー〈M・エメット・ウォルシュ〉）
- 白雪姫とエッチな仲間たち（狩人）
- スタートレックIV 故郷への長い道（モンゴメリー・スコット〈ジェームズ・ドゥーアン〉）※フジテレビ版
- スフィンクス（セリム〈サイード・ジャフリー〉）
- 続・黄金の七人 レインボー作戦（アウグスト〈ジャンピエロ・アルベルティーニ〉）※テレビ朝日版
- 大脱出（ニコラス・スライ）
- 大列車強盗（ヘンリー・ファウラー〈マルコム・テリス〉）
- 007/カジノ・ロワイヤル（スメルノフ、フランス外人部隊員〈ジャン＝ポール・ベルモンド〉）※NET版
- チャイニーズ・ウォリアーズ（ワン〈リー・マンチン〉）※ビデオ版
- チャンス（ボビー大統領〈ジャック・ウォーデン〉）※TBS版
- テキサス（ケリー）※テレビ朝日版
- 鉄道員（ジジ〈サロ・ウルツィ〉）※TBS版
- ドラゴン危機一発（クオン〈リー・クン〉）
- ドリーム・ガール/ママにはないしょの夏休み（フランクリン〈シドニー・ラシック〉）
- ネブラスカの一匹狼
- 馬上の二人（エドワード・パーセル裁判官〈ポール・バーチ〉）
- 裸のランチ（マグワンプ〈ピーター・ボレツキー〉）
- パトリオット・ゲーム（デニス・クーリー〈アレックス・ノートン〉）※ソフト版
- ピンク・パンサー2（ペピ〈グレアム・スターク〉）※日本テレビ版
- 不思議の国のアリス（チェシャ猫）
- ブラドック/地獄のヒーロー3（ミック〈ロン・バーカー〉）
- ブリンクス（ヴィニー・コスタ〈アレン・ガーフィールド〉）※テレビ朝日版
- ブレードランナー（ブライアント〈M・エメット・ウォルシュ〉）※TBS版
- ブロードウェイのダニー・ローズ（ハービー・ジェイソン〈ロバート・ウェイル〉）
- 北海ハイジャック（シューマン〈マイケル・パークス〉）※フジテレビ版
- 香港極道 野獣刑事（マ警官〈ウー・マ〉）
- 摩天楼ブルース（カーマイン〈ダニー・アイエロ〉）
- マペットの夢みるハリウッド（フォジー〈フランク・オズ〉）※LD版
- 南から来た用心棒（ウィスキー〈ロベルト・カマルディエル〉）※TBS版
- モモ（ニコラ〈マリオ・アドルフ〉）※ビデオ版
- 四銃士（プランシェ〈ロイ・キニア〉）
- ロビン・フッド（タック修道士〈ジェフ・ナトール〉）
- ロボコップ2（ポロス市会議員〈フィル・ルーベンスタイン〉）※20世紀フォックス版
- ワーロック ※テレビ朝日版
- 101（ホーレス〈マーク・ウィリアムズ〉）※ソフト版

#### ドラマ
- アボンリーへの道 シーズン2 #26（ビギンズ〈チャック・ロバーツ〉）
- 宇宙空母ギャラクティカ #4（ニセ金造り）
- 宇宙大作戦（ホーキン、シュミター、警官、ガード）
- ウルトラマンG #8（サンドマン〈ピーター・タン〉）
- OK捕虜収容所（シュルツ軍曹〈ジョン・バナー〉）
- 奥さまは魔女 #189・#223
- オン・ジ・エアー（スタン・テイリングス〈フレディ・ジョーンズ〉）
- 頑固じいさん孫3人（トリプル）
- 刑事コジャック（スタブロス部長刑事〈ジョージ・サバラス〉）
  - 刑事コジャック・スペシャル/幼児殺人・不倫の代償（ジョージ〈パット・ヒングル〉）
- 刑事コロンボシリーズ
  - 刑事コロンボ アリバイのダイヤル（ヘルナンデス巡査、イヴ・バブコップの客）
  - 刑事コロンボ 偶像のレクイエム（フィールズ刑事役の俳優）
  - 刑事コロンボ 別れのワイン（ファルコン〈ダナ・エルカー〉）
  - 刑事コロンボ 自縛の紐（アル・マーフィー）※NHK版
  - 新・刑事コロンボ 幻の娼婦（サイモン・ウォード博士〈ピーター・ジュラシック〉）
  - 新・刑事コロンボ 華麗なる罠（ネッド・ジョンソン検死官、フィン）
- 刑事ハンター（チャールズ・"チャーリー"・デヴァン警部〈チャールズ・ハラハン〉）
- こちらブルームーン探偵社 シーズン1 #3（オマー・ガウス）
- ザ・ホワイトハウス（ロベル〈デヴィッド・ハドルストン〉）
- ジェシカおばさんの事件簿
  - 道づれは怖い人（店主〈ミルズ・ワトスン〉）
  - 亡霊ビルを行く（幽霊男〈ポール・コミ〉）
- シャーロック・ホームズの冒険 ノーウッドの建築士
- 新アウターリミッツ（カラハン将軍〈ドン・S・デイヴィス〉）
- 新スタートレック #47（シルナ・コルラミ〈ロイ・ブロックスミス〉）
- 新スパイ大作戦 運命の十字架（司会者）
- スパイ大作戦（山荘主人）
  - 刑務所突破作戦（前・後編）（軍曹）
  - 誘拐に挑戦しろ（イーガンの配下B、警官）
  - 暗殺計画に便乗しろ（クラマー）
  - 王手!（軍曹）
  - 闇の中の追跡（マトーラ）
- 特捜班CI-5 #47
- タイムマシーンにお願い（ボブの父）
- ダンディ2 華麗な冒険 #15（シューラン）
- 地上最強の美女たち!チャーリーズ・エンジェル シーズン2 #5（ディアボーン）
- ツイン・ピークス シーズン2 #4（ダリル・ロドウィック地方検事）
- 特捜刑事マイアミ・バイス シーズン1 #14（デイル・メントン〈ジョン・サントゥッチ〉）
- 特別狙撃隊S.W.A.T. シーズン1 #13（フランク・ハンター）
- 特攻野郎Aチーム
  - シーズン2 #2（ドン〈マイケル・オールドレッジ〉）
  - シーズン4 #4（ボブ・コルトン）、#9（ジョー・スクライロー）
- ナイトライダー
  - シーズン2 #7 「スペシャル・カーを取り戻せ!ナイト2000車ドロ破滅作戦!!」（ヘクター）
  - シーズン3 #2 「凶悪バイク・ギャング!顔を消した男!!」（フランシス）
- 謎の円盤UFO 謎の発狂石（ビーバー）
- ハワイアン・アイ
- フェーム/青春の旅立ち シーズン1 #3（ケスラー刑事）
- プリズナーNo.6（レストラン給仕）

#### 海外人形劇
- キャプテン・スカーレット にせミステロンあらわる!（山岳警備隊）
- サンダーバード 太陽反射鏡の恐怖（ホテルマネージャー・ファッシーニ）
- スーパーカー 脱獄囚（サム・ウェストン）※フジテレビ版

#### アニメ
- インディアン・ゴーファー
- キャプテンファドム
- 原始家族フリントストーン（フレッド）
- スカイキッドブラック魔王（ケンケン）
- チキチキマシン猛レース（ケンケン、モンスター）
- チップとデールの大作戦（クロカリー、ハインリッヒ）
- トムとジェリーキッズ
- 幽霊城のドボチョン一家（デブッチョ）

### 人形劇
- ネコジャラ市の11人（海原博士）
- マペット・ショー（フォジー）
- こどもにんぎょう劇場
  - 「王さまのたいこ」
  - 「ざしきわらし」
  - 「ドン・キホーテの冒険」
  - 「続・ドン・キホーテの冒険」
  - 「やじさん・きたさん」
  - 「続・やじさん・きたさん」

### 特撮
1966年
- ウルトラQ #15

1972年
- 人造人間キカイダー（ムラサキネズミの声）
- 超人バロム・1（ナマコルゲの声、ミノゲルゲの声、ノウゲルゲの声）

1976年
- ぐるぐるメダマン（ミーラ男の声）

1981年
- 太陽戦隊サンバルカン（ゴキブリモンガーの声、チャガマモンガーの声）

1984年
- ペットントン（魔女のコンピューターの声）
- どきんちょ!ネムリン（肉まんの声）

1985年
- 勝手に!カミタマン（すいか化けの声）

1986年
- もりもりぼっくん（ジャイタイガーの声）

1987年
- 時空戦士スピルバン（ニュー戦闘機械人シシドンの声）
- 光戦隊マスクマン（アナグマスの声）
- 劇場版 光戦隊マスクマン（アナグマスの声）
- ゲゲゲの鬼太郎「妖怪奇伝魔笛エロイムエッサイム」（ぬっぺっほふの声）

1988年
- 超獣戦隊ライブマン（チブチ星人ブッチーの声）

1989年
- 仮面ライダーBLACK RX（怪魔獣人ガイナニンポーの声）
- 機動刑事ジバン（ブビの声〈初代〉、ダブルノイド〈兄〉の声、キノコノイドの声）
- 劇場版 機動刑事ジバン（ブビの声）
- 高速戦隊ターボレンジャー（アラクレボーマの声、スモウボーマの声、カガミボーマの声、ゴムゴムボーマの声）

1990年
- 地球戦隊ファイブマン（銀河商人ドンゴロスの声〈初代〉）

1991年
- 鳥人戦隊ジェットマン（ヌードルジゲン〈ゴッドラーメン〉の声、亡霊ヌードルジゲンの声、ジクウマンモスの声）

1993年
- 五星戦隊ダイレンジャー（ゴーマ3バカ・墓石社長の声）

1994年
- 忍者戦隊カクレンジャー（エンラエンラの声、バクキ人間体及び声）

1996年
- 激走戦隊カーレンジャー（BBコイヤの声）

### ラジオドラマ
- オールナイトニッポン「未来少年コナン」（ドンゴロス）

### ドラマCD
- 天空の城ラピュタ ドラマ編（シャルル）
- 宮崎駿の雑想ノート（語り部）
- ロックマン危機一髪（Dr.ライト）

### 音楽CD
- おれたちゃ怪物三人組よ（怪物くんEDテーマ）※肝付兼太、相模太郎と共に歌唱

### その他コンテンツ
- 郵便局見学児童用ビデオ「クイズ なるほど・ザ・郵便局」（司会）
- サンソフトいっき(ゲーム)（CMの声、1985年）
- ミスタービルド（CMナレーション、1990年代）
- 浅田飴（CMナレーション、1983年）